# Patos
Patos é um município brasileiro do estado da Paraíba, sendo o quarto mais populoso do estado. Oficialmente a Capital do Sertão da Paraíba por força da Lei Estadual nº 12.418, de 14 de outubro de 2022, a urbe é considerada pelo Instituto Brasileiro de Geografia e Estatística como um centro subregional A,  e se localiza no vale do Rio Espinharas, circundado pelo Planalto da Borborema a leste e sul, e pelo Pediplano sertanejo a oeste. Originou-se do povoado dos Patos, desmembrado da Freguesia de Nossa Senhora do Bom Sucesso de Pombal em 6 de outubro de 1788.
Distante 306 km de João Pessoa, se destaca como polo educacional, comercial, bancário, religioso e de saúde, tanto no Sertão paraibano, quanto em áreas de Pernambuco e Rio Grande do Norte, além de ser conhecido também pela realização de eventos, dos quais, destaca-se o São João de Patos, festival tombado como Patrimônio cultural imaterial do estado da Paraíba, realizado anualmente em junho. É o terceiro município mais importante no estado considerando os aspectos econômico, político e social (atrás de João Pessoa e Campina Grande).

## História
Até meados do século XVII, toda a zona que abrange o território do atual Município de Patos era habitada pelos índios Pegas e Panatis.
Os primeiros elementos civilizadores a penetrarem a região foram os membros da família Oliveira Ledo, que fundaram algumas fazendas de gado, tendo encontrado forte resistência por parte dos gentios. Pouco a pouco foram os nativos obrigados a abandonar a região, à medida que seus domínios eram conquistados pelos brancos.
Depois das fazendas de gado fundadas por Oliveira Ledo, outras foram sendo formadas por colonizadores portugueses, que ali se estabeleceram com escravizados.
O lugar primeiramente devassado chamava-se Itatiunga, nome dado pelos povos da região que significa "pedra branca". Mais tarde, passou a chamar-se Patos.
Segundo a tradição, a denominação de Patos originou-se do nome de uma lagoa, hoje aterrada, situada às margens do rio Espinharas, a qual era conhecida por Lagoa dos Patos, em virtude da grande quantidade dessas aves ali existentes.
Em 1752, o alferes João Gomes de Melo, sua esposa Mariana Dias Antunes, juntamente com o seu genro  Capitão Paulo Mendes de Figueiredo e sua mulher Maria Teixeira de Melo, proprietários dos sítios de Patos e Pedra Branca (Itatinga), doaram parte de suas terras a Nossa Senhora da Guia. É nessas terras que está edificada a cidade de Patos.
Em 28 de novembro de 1768 foi ratificada essa doação pelos filhos maiores e genros dos doadores, tendo início a construção da capela em 1772. Nos seus arredores começou a surgir a povoação, que se incorporou à Freguesia de Nossa Senhora do Bom Sucesso de Pombal.
Com o desenvolvimento que foi tendo a povoação, a 6 de outubro de 1788, por Provisão Régia, n.° 14, foi criada a Paróquia de Patos.

### Regimes, revoluções e ditaduras

#### Revolução Pernambucana
Em 1817, a tranquilidade da futura Vila Imperial dos Patos foi quebrada pela efervescência da Revolução Pernambucana, que culminaria no movimento denominado Confederação do Equador. O vigário de Pombal, José Ferreira Nobre, assumiu a função de propagá-lo em todo o Sertão da Província da Paraíba. Como único caminho que ligava o interior ao mundo civilizado, Patos também se tornou rota dos revolucionários, que objetivavam proclamar uma república baseada na constituição da Colômbia.

#### Confederação do Equador
Na manhã de 7 de setembro de 1824, transitam pela povoação dos Patos, presos, com destino ao Recife, os implicados nos movimentos separatistas, entre eles o Frei Caneca. No diário do famoso revolucionário, com relação à escala comitiva em Patos, consta um jantar, na casa do vigário Antônio da Silva Costa, destacando a afabilidade do anfitrião. Dormiram na Cacimba dos Bois, em duas léguas e meia de distância. Frei Caneca elogiou as estradas da região e criticou o proprietário da fazenda Conceição do Estreito, ao qual atribuiu o adjetivo de somítico e acrescentou: "Nesta jornada passamos pela chamada Passagem, cuja atmosfera, ventanias, ervas e prospectos são da praia do mar".
Na passagem por Patos, não sabia o frade herói que estava prestes a ser executado, fato consolidado, em 13 de janeiro de 1825, na Fortaleza das Cinco Pontas, em Recife.

## Geografia

### Relevo e solo

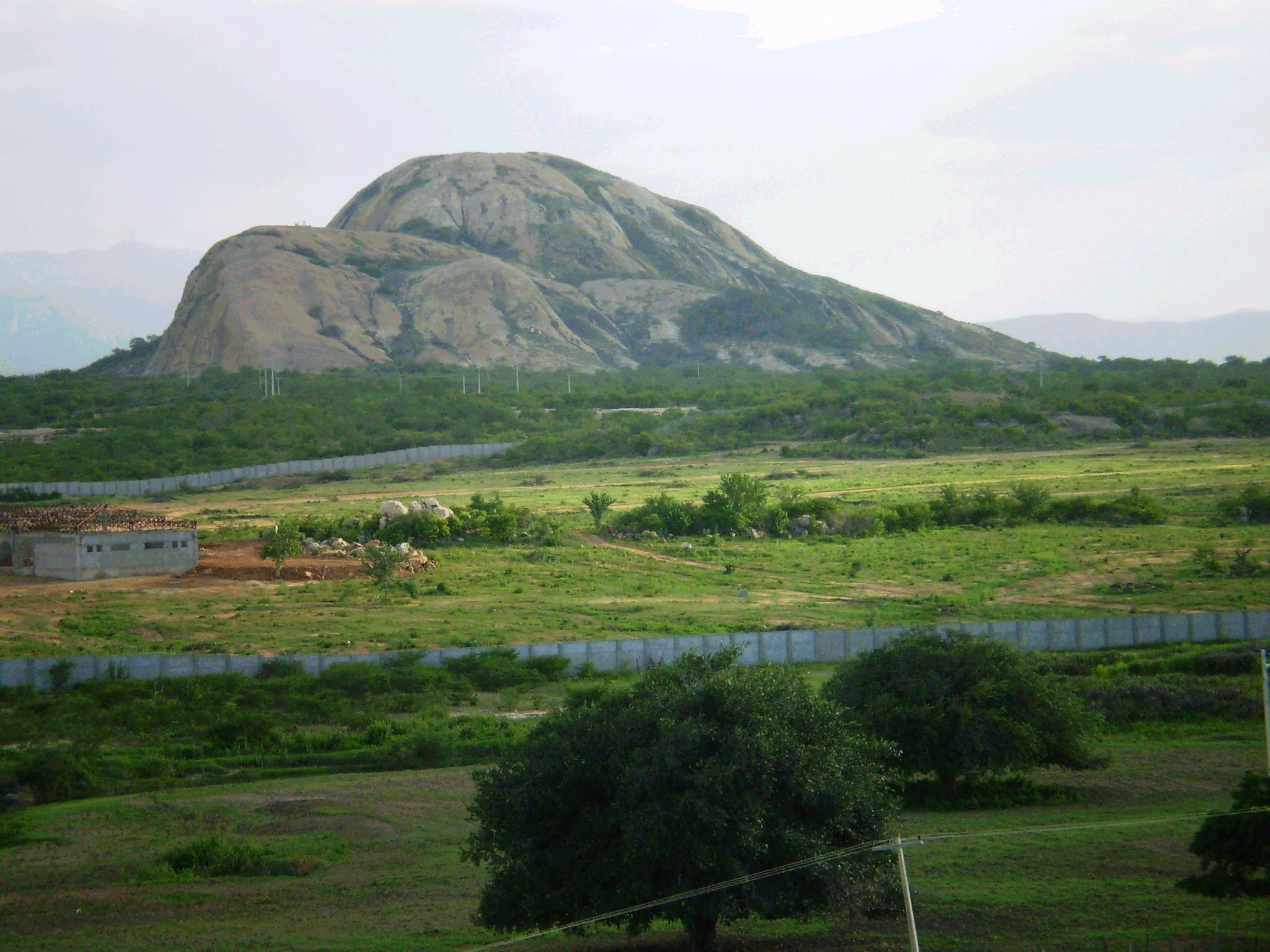
Serrote do Espinho Branco.

95% do relevo é plano e, a exemplo do que ocorre na maior parte da Paraíba, as rochas são resistentes e bastante antigas, remontando a era pré-cambriana, com mais de 2,5 bilhões de anos, formando um complexo cristalino, com o favorecimento da ocorrência de metais, não metais e gemas. Os aspectos geomorfológicos do município encaminham a classificação de depressão, com o registro de pequenos declives, oscilando entre 240 e 580 metros de altitude, predominância de relevos ondulados e baixa amplitude térmica. Há também, a presença isolada de inselbergues, dentre eles os serrotes: Espinho Branco, Trapiá, Serra Negra, Onça, Pia, Pilões e Pedro Agostinho.
O solo é raso e pedregoso, rico em cálcio, fósforo e potássio, apresentando uma deficiência em materiais orgânicos, o que o torna alcalino, pelo fato de estar mais exposto à erosão, o que lhe causa a diminuição da capacidade de retenção de água. O processo de desertificação, peculiar em grande parte das áreas do município, resulta da variação climática e, de modo mais intenso, da ação humana. Fatores como a derrubada das florestas e matas ciliares, somados às tradicionais queimadas, acabaram contribuindo com a remoção de nutrientes, absorvidos pelas partículas minerais (argilas) e orgânicas (húmus), ou em solução, como o nitrogênio, geralmente levados pelas enxurradas. O consumo desenfreado dos recursos naturais, notadamente da vegetação nativa, tem provocado problemas ambientais de grande monta. Atividades agropecuárias desenvolvidas ao longo de séculos, em bases insustentáveis, modificaram o cenário sertanejo, com ulcerações nos tecidos ecológicos naturais e perda de grande parte da fertilidade da terra. Com ausência de cobertura vegetal, a radiação desseca o solo, promovendo a sua aridez, aflorando a camada pedregosa à superfície e dificultando o desenvolvimento do sistema radicular e das atividades microbianas, capazes de melhorar os padrões químicos e de fertilidade.
Elevações Rochosas
- Serra do Pedro
- Serra do Mocambo
- Serrote Liso
- Serrote do Espinho Branco
- Serrote de Pedro Agostinho

### Hidrografia

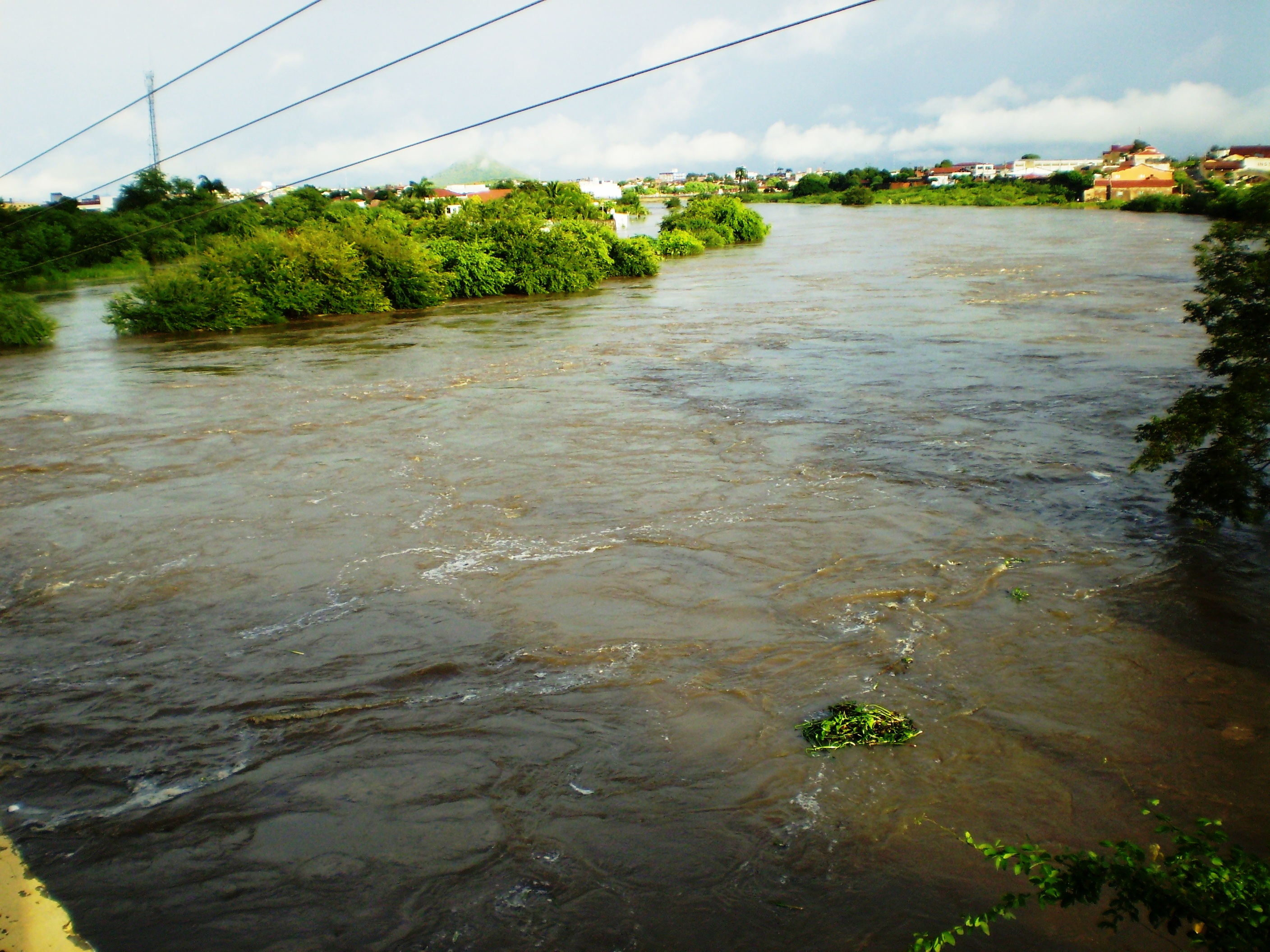
Rio Espinharas transbordando durante a cheia de abril de 2009.

O município faz parte da Bacia Hidrográfica do Piranhas, umas das nove existentes no Nordeste, e é cortado por três rios: o Farinha, que nasce no município de Salgadinho e percorre Areia de Baraúnas, Passagem e Cacimba de Areia, recebendo água de montante nos municípios de Quixaba, São Mamede e da Serra de Teixeira; o Cruz, que surge no maciço Teixeira, município de Imaculada, e atravessa Mãe d'água, se encontrando com o primeiro à altura do bairro de Santo Antônio, onde forma o principal curso de água temporário, o Rio Espinharas, que corta a cidade no sentido sul-norte. A sub-bacia recebe águas dos afluentes Sabonete e São Francisco  e também dos seguintes riachos: das Moças, de Firmino Gayoso e das Bastianas, nos municípios de Santa Terezinha e São José do Bonfim.
Rios e Riachos
- Rio Espinharas
- Rio da Farinha
- Rio da Cruz
- Rio Panati
- Riacho dos Mares
- Riacho das Marrecas
- Riacho dos Pilões
- Riacho do Mocambo
- Riacho da Catingueira
- Riacho da Pia
- Riacho da Trincheira
- Riacho do Urubu
- Riacho da Urtiga
- Riacho do Frango
- Riacho da Palmeira

Abastecimentos do município
Com relação ao abastecimento d'água, o primeiro marco do município, após o pioneirismo das cacimbas e o transporte do líquido precioso através dos lombos animais, é o Açude do Jatobá e a Barragem da Farinha. A cidade também é servida pela Barragem de Capoeira (no município de Santa Terezinha) e pelo complexo formado pelos açudes Açude Coremas Mãe D'Água. Há ainda, o Açude Mocambo e dezenas de poços tubulares que garantem o abastecimento da urbe.
- Coremas (1.200.000.000m³)
- Barragem de Capoeira (54.000.000m³)
- Barragem da Farinha (27.000.000m³)
- Açude do Jatobá (17.000.000m³)
- Açude Mocambo (1.000.000m³)

Açudes do município
- Açude do Jatobá
- Açude Jacu
- Açude Mocambo
- Barragem da Farinha

### Clima
Patos é a cidade mais quente da Paraíba, apresentando clima semiárido (tipo Bsh na classificação climática de Köppen-Geiger), com chuvas concentradas entre os meses de janeiro e abril. Desde outubro de 1975, quando entrou em operação uma estação meteorológica do Instituto Nacional de Meteorologia (INMET) na cidade, a menor temperatura registrada ocorreu em 4 de julho de 1997, com mínima de 13,1 °C, e a maior em 2 de outubro do mesmo ano, quando a máxima atingiu 39,8 °C. O maior acumulado de precipitação registrado em 24 horas foi de 284,6 mm em 14 de abril de 2009. Desde julho de 2007, o menor índice de umidade relativa do ar (URA) ocorreu na tarde de 19 de outubro de 2007, de apenas 9%, enquanto a maior rajada de vento atingiu 24,2 m/s (87,1 km/h) em 4 de março de 2008.
| Dados climatológicos para Patos                                                                        | Dados climatológicos para Patos | Dados climatológicos para Patos | Dados climatológicos para Patos | Dados climatológicos para Patos | Dados climatológicos para Patos | Dados climatológicos para Patos | Dados climatológicos para Patos | Dados climatológicos para Patos | Dados climatológicos para Patos | Dados climatológicos para Patos | Dados climatológicos para Patos | Dados climatológicos para Patos | Dados climatológicos para Patos |
| Mês | Jan                             | Fev                             | Mar                             | Abr                             | Mai                             | Jun                             | Jul                             | Ago                             | Set                             | Out                             | Nov                             | Dez                             | Ano                             |
| --- | ------------------------------- | ------------------------------- | ------------------------------- | ------------------------------- | ------------------------------- | ------------------------------- | ------------------------------- | ------------------------------- | ------------------------------- | ------------------------------- | ------------------------------- | ------------------------------- | ------------------------------- |
| Temperatura máxima recorde (°C)                                                                        | 39,3                            | 38,9                            | 39,6                            | 38,6                            | 38                              | 37,3                            | 37,7                            | 38,6                            | 39,6                            | 39,8                            | 39,7                            | 39,7                            | 39,8                            |
| Temperatura máxima média (°C)                                                                          | 34,9                            | 34,3                            | 33,6                            | 33,1                            | 32,7                            | 32,1                            | 32,3                            | 33,2                            | 34,8                            | 35,9                            | 36,2                            | 36                              | 34,1                            |
| Temperatura média compensada (°C)                                                                      | 28,5                            | 27,9                            | 27,4                            | 27,2                            | 26,9                            | 26,2                            | 26                              | 26,5                            | 27,5                            | 28,5                            | 29,1                            | 29,2                            | 27,6                            |
| Temperatura mínima média (°C)                                                                          | 22,9                            | 22,7                            | 22,4                            | 22,4                            | 22                              | 21,3                            | 20,6                            | 20,6                            | 21,3                            | 22                              | 22,6                            | 23                              | 22                              |
| Temperatura mínima recorde (°C)                                                                        | 17,5                            | 18                              | 15,2                            | 18,5                            | 16,8                            | 15,2                            | 13,1                            | 15,1                            | 16,6                            | 18,1                            | 16,6                            | 17,7                            | 13,1                            |
| Precipitação (mm)                                                                                      | 115,7                           | 127,5                           | 209,5                           | 127,4                           | 81,6                            | 28,7                            | 9,8                             | 7,8                             | 1,3                             | 7,2                             | 7,1                             | 40,8                            | 764,4                           |
| Dias com precipitação (≥ 1 mm)                                                                         | 7                               | 8                               | 13                              | 9                               | 6                               | 3                               | 2                               | 1                               | 0                               | 1                               | 1                               | 2                               | 53                              |
| Umidade relativa compensada (%)                                                                        | 58,5                            | 63                              | 68,7                            | 70,1                            | 65,3                            | 61,7                            | 57,7                            | 53,9                            | 49,6                            | 48,2                            | 48,8                            | 51,3                            | 58,1                            |
| Insolação (h)                                                                                          | 260,6                           | 225,7                           | 257,7                           | 251,1                           | 244,3                           | 223,5                           | 238,9                           | 271,4                           | 290,7                           | 306,1                           | 293,7                           | 286                             | 3 149,7                         |
| Fonte: INMET (normal climatológica de 1981-2010; recordes de temperatura: 1975 a 1984 e 1993-presente) |                                 |                                 |                                 |                                 |                                 |                                 |                                 |                                 |                                 |                                 |                                 |                                 |                                 |

### Vegetação
A vegetação predominante é a Caatinga, bioma ambiental, exclusivamente brasileiro, perfeitamente adaptado ao clima quente e seco, bastante sofrido pela degradação e intempéries. Na estiagem a maioria das plantas perdem as folhas e os troncos tornam-se esbranquiçados, enquanto no inverno o verde reaparece como num toque de mágica, em poucos dias do início das precipitações. Há uma variedade de espécies. Na flora, as mais comuns são: jurema-preta (Mimosa tenuiflora), angico (Anadenanthera colubrina), catingueira (Caesalpina pyramidalis), pereiro (Aspidospema pyrifolium), baraúna (Schinnopsis brasiliensis), xique-xique (Piloscereus gounellei) e aroeira (Myracrodruon nurundeuva). Na fauna são mais de mil tipos, incluindo alguns ameaçados de extinção: onça, gato do mato, veado-catingueiro, preá, gambá, cascavel, mocó, tamanduá, tatu-peba, canário, gavião, asa branca, etc.
A expansão imobiliária que restringiu, consideravelmente, a área rural de Patos, somada a exploração da madeira, de forma extrativista, na fabricação de carvão e suporte de lenha e madeira para o consumo residencial e das indústrias, sem ações voltadas para a reposição de plantéis, foram fatores que deixaram à beira da desertificação, fato que passou a exigir a inserção de um plano de manejo, em defesa da fauna e da flora na região.

### Recursos minerais
No âmbito histórico, encontra-se na região de Patos um grande potencial extrativista, por conta da dimensão de sua extensão territorial, compreendendo as áreas inseridas nos atuais municípios de São José de Espinharas e Salgadinho, emancipados em 1961, onde se concentravam as principais jazidas do Sertão da Paraíba. No primeiro distrito, em 19 de março de 1943, o cidadão Moisés Quirino de Medeiros chegou a ser autorizado, pelo Decreto 12.023, a pesquisar scheelita numa área de dez hectares, situada no sítio Pitombas.
Também, em São José de Espinharas, o urânio foi descoberto na segunda metade do século XX, através de pesquisas realizadas por um grupo de engenheiros, de nacionalidade indiana, japonesa, alemã e australiana, capitaneado pela Empresa Nuclear Brasileira, que identificou a presença de uma grande reserva do metal radioativo, mas descartou a viabilidade de exploração pelos riscos que essa atividade poderia causar a saúde da população.
Em 1980, vislumbra-se uma das mais impressionantes descobertas das gemas, no distrito de São José da Batalha, nos domínios territoriais de Salgadinho, sob a supervisão de Heitor Barbosa, com o primeiro achado, oito anos após o início da atividade, da Turmalina Paraíba.
No potencial que continuou inserido no espaço territorial de Patos, vale registrar uma correspondência encaminhada por lideranças políticas ao presidente Jânio Quadros, em 1961, pleiteando a implantação de uma fábrica de cimento na cidade, para a utilização do calcário existente. A partir da segunda metade da última década do século XX, com a implantação da Mineração, Indústria e Comércio de Argamassas Itatiunga Ltda, na área rural denominada Trapiá, é que passou a ter, efetivamente, a exploração dessa matéria-prima, dentro dos conceitos ambientais permitidos por lei, redundando em consideráveis ganhos à construção civil e economia local.

## Demografia
Conforme o censo demográfico de 2010 realizado pelo IBGE, o município possuía  100 674 habitantes. E Conforme a Estimativa populacional de 2021 realizada pelo IBGE, o município possuía  108 766  habitantes, sendo o trigésimo primeiro município mais populoso do interior do Nordeste brasileiro.
| Fonte: IBGE |

↑ 4.406 homens livres e 660 escravos em 1851.

## Economia
Patos, com potencial de consumo de mais de um R$ 1 bilhão em 2012, entrou no mapa das 20 cidades do interior do país com as maiores taxas de consumo. Segundo pesquisa realizada pelas empresas McKinsey e da Geomarketing Escopo, ela está inserida entre as cidades de interior que mais crescem em todo o Brasil, conquistando a 16ª colocação no ranking dos 20 municípios que devem apresentar maior consumo entre 2010 e 2020. O levantamento realizado pelo instituto americano teve por objetivo, mapear o consumo e as novas perspectivas de mercado e a capital do sertão paraibano, empatou com importantes cidades como Caruaru (PE), Corumbá (MS) e Itaituba (PA). Patos também foi apontada como 3° maior potencial de consumo da Paraíba subindo 28 posições em comparação com 2013, ultrapassando Santa Rita e perdendo apenas para a capital (R$ 13,3 bilhões) e Campina Grande (R$ 6,5 bilhões), sendo também a 327ª colocação no ranking nacional segundo o IPC Maps, com a previsão de R$ 1,371 bilhão de consumo – um incremento de R$ 200 milhões em relação a 2013.
Patos ocupa a 6ª posição no PIB (Produto Interno Bruto) no estado da Paraíba, atrás apenas de João Pessoa, Campina Grande, Cabedelo, Santa Rita, Bayeux com R$ 692,747 milhões, em 2010, um acréscimo nominal de 12,6%. Vale salientar que a Região Mmetropolitana de Patos ocupa a 3ª posição no PIB no estado da Paraíba com R$ 1 284 372 bilhão, atrás apenas das regiões metropolitanas de João Pessoa e Campina Grande, respectivamente.
A cidade de Patos, localizada no pediplano sertanejo, é considerada uma das mais importantes cidades do sertão do Nordeste por se apresentar como um polo comercial que abrange mais de setenta municípios do sertão nordestino.[carece de fontes?]
Tem seu ponto forte o comércio, o qual deixa sua população flutuante em torno de 130 mil pessoas. Em épocas festivas como o São João, o fluxo de turistas eleva a população para 200 mil pessoas aproximadamente. É também considerada a cidade de melhor distribuição de renda e estrutura urbana, com baixíssimos índices de violência urbana.
Cidade rica em minério e centro de comercialização da agricultura regional, Patos destaca-se como um dos municípios de mais rápido desenvolvimento industrial do sertão paraibano. Patos é um município do estado da Paraíba, localizado à margem esquerda do Rio Espinharas. Tem uma altitude de 242m e clima semiárido e quente. A economia baseia-se na cultura do algodão e do feijão. As principais indústrias são as de calçado, extração de óleos vegetais e beneficiamento de algodão e cereais. Tem grande riqueza mineral, com jazidas de mármore cor-de-rosa e ocorrências de ouro, ferro, calcários e cristal de rocha. Patos liga-se a todo o Nordeste e ao Sul por ferrovia e rodovias.
O município de Patos terminou o mês de setembro de 2022 com 12.109 trabalhadores com carteira assinada, segundo as informações do Cadastro Geral de Empregados e Desempregados-CAGED, do Ministério do Trabalho e Previdência Social.
Na divisão por setores, quem mais emprega em Patos é o comércio, responsável pela contratação formal de 4.739 trabalhadores responsável por 39,13% dos empregos formais de Patos.
O setor de serviços tem 4.667 contratações e responde por 38,54% dos empregos formais de Patos, a indústria responde por 1.819 vagas formalizadas em Patos até setembro de 2022, o mesmo que 15,02% dos empregos, e a construção civil ocupa 806 trabalhadores, 6,72% de toda a mão de obra ocupada em Patos. O segmento que menos emprega na economia patoense é o setor agropecuário, que registra 46 trabalhadores empregados, o mesmo que 0,38% dos empregos formais.

## Subdivisões

### Bairros

Mapa dos bairros de Patos.

| Posição | Bairro              | População (IBGE - 2010) |
| ------- | ------------------- | ----------------------- |
| 1       | São Sebastião       | 11.369                  |
| 2       | Santo Antônio       | 6.987                   |
| 3       | Liberdade           | 6.636                   |
| 4       | Belo Horizonte      | 5.901                   |
| 5       | Maternidade         | 5.477                   |
| 6       | Jatobá              | 5.467                   |
| 7       | Bela Vista          | 4.488                   |
| 8       | Bivar Olinto        | 3.890                   |
| 9       | Morro               | 3.232                   |
| 10      | Centro              | 3.138                   |
| 11      | Monte Castelo       | 2.929                   |
| 12      | Novo Horizonte      | 2.648                   |
| 13      | Nova Conquista      | 2.459                   |
| 14      | Noé Trajano         | 1.771                   |
| 15      | Salgadinho          | 1.438                   |
| 16      | Sete Casas          | 1.225                   |
| 17      | Brasília            | 1.006                   |
| 18      | Santa Cecília       | 856                     |
| 19      | Alto da Tubiba      | 681                     |
| 20      | Jardim Magnólia     | 376                     |
| 21      | Morada do Sol       | 280                     |
| 22      | Distrito Industrial | 272                     |
| 23      | Ana Leite           | 16                      |

## Região Metropolitana de Patos
A Região Metropolitana de Patos foi criada pela lei complementar nº 103, de 28 de dezembro de 2011 cuja população total é de 224.550 habitantes (IBGE - 2010) e é composta por 24 municípios.

## Povos ancestrais
- Pegas
- Panatis

## Comunicação
No dia 25 de agosto de 2014 (segunda-feira) estreou na TV Tambaú (filiada ao SBT), o programa jornalístico Caso de Polícia Interior, apresentado por Erly Fernandes diretamente de Patos, com a equipe toda da cidade. O programa chega para dar mais foco a cidade de Patos e ao Sertão da Paraíba, visto que as notícias são constantes e instantâneas.

### Telefonia
Em 1936, foram instalados em Patos os dois primeiros telefones magnéticos, ligando a fazenda Jatobá ao Posto do DNOCS, situado na Rua Antenor Navarro, 372. No ano de 1951, instalaram-se dois telefones particulares com finalidade comercial, entre o Escritório do Senhor Severino Lustosa de Morais, localizado na Rua do Nego e sua fábrica de óleo vegetal, situado na Rua do Prado, denominada de Indústria de Produtos Alimentícios - IPAL.
Em 1954, surgiram outros dois telefones que serviram ao público, ligando o Hospital Regional de Patos a um poste localizado na esquina do Banco do Brasil, onde hoje funciona o Posto Paizão, na confluência das ruas Bossuet Wanderley e Epitácio Pessoa, que, na época chamava se Benjamim Constant.
O ponto de partida real surgiu por iniciativa do Prefeito Nabor Wanderley no dia 12 de julho de 1958, com a instalação da primeira Central Telefônica. Automática com quinhentos terminais. Sistema AGF de fabricação da ERICSSON. A primeira ligação com telefone interurbano apareceu em 1959 ligando Patos ao então Distrito de São José do Bonfim, hoje município de mesmo nome.
A época de implantação da primeira central, foi marcada por uma série de resistências de algumas famílias que achavam que Patos não estaria a altura de receber tal benefício. Segundo o motorista do Prefeito José Rodrigues de Lima, esse teria sido mais um grande mérito do Dr. Nabor, que visitando casa a casa conseguiu convencer os mais irredutíveis e mais tarde ser reconhecido pela grande obre no campo da comunicação.
Em 1963, já por mera necessidade o serviço telefônico ganhava a sua primeira ampliação em mais de 180 terminais no Sistema Semi Automático, tipo ADF-162, marca ERICSSON.
Sete anos depois, em 1970, surge o primeiro sistema interurbano através de rádio UHF com doze canais- via mesa, ligando a cidade ao resto do país. Esse serviço foi instalado pela Empresa Telefônica da Paraíba - ETP. Somente em outubro de 1973, o Serviço Telefônico Municipal foi encampado pela Telecomunicações de Campina Grande - TELINGRA. Um ano depois, a TELINGRA encampou a ETP, fiacando em todo o Estado apenas uma única Companhia que mais tarde mudaria sua denominação para Telecomunicações da Paraíba S/A - TELPA - Empresa do Sistema TELEBRÁS.
Em abril de 1975, era inaugurado o novo sistema NC-230 de cabine outo-transportada com capacidade para 2000 terminais, com uma nova rede que comportaria 2 700 terminais, inclusive, com Discagem Direta a Distância - DDD, que iniciou o funcionamento com Discagem Direta Sainte - DDS, em virtude de falta de canalização entre Patos e Recife.
Em 25 de abril de 1976, o Ministério das Comunicações, representado pelo General Euclides Quandt de Oliveira veio inaugurar a Central NC-400 com capacidade para dois mil e trezentos terminais com Discagem Direta à Distância - DDD e Discagem Direta Internacional - DDI plenos, Sistema de Transmissão SHF com rádio, capacidade para novecentos e sessenta canais, dos quais 120 em funcionamento.

### HDTV em Patos
Em 2012, o Secretário de Serviços de Comunicação Eletrônica Genildo Lins de Albuquerque Neto publicou duas portarias consignando a Televisão Independente de São José do Rio Preto Preto LTDA (Portaria Nº 356, de 2 de Abril de 2012) e a Televisão Paraíba LTDA (Portaria Nº 1.504, de 1º de Agosto de 2012), ambas autorizatárias do Serviço de Retransmissão de Televisão em Patos, para transmissão do sinal digital na cidade. A Rede Vida (canal 24 - correspondente à faixa de frequência de 530 a 536 megahertz) e a TV Globo (canal 19 - correspondente à faixa de frequência de 500 a 506 megahertz), respectivamente, para transmissão digital do mesmo serviço e na mesma localidade no âmbito do Sistema Brasileiro de Televisão Digital Terrestre.

### Canais de TV abertos
| Canal nº | Canal Virtual | Nome                    |
| -------- | ------------- | ----------------------- |
| 02       | Analógico     | TV Canção Nova          |
| 04       | Analógico     | TV Bandeirantes         |
| 06       | Analógico     | TV Correio / TV Record  |
| 07       | Analógico     | TV Borborema / SBT      |
| 09       | Analógico     | TV Paraíba / TV Globo   |
| 9.1      | Digital       | TV Paraíba / TV Globo   |
| 11       | Analógico     | TV Tambaú / SBT         |
| 13       | Analógico     | Rede Vida               |
| 16       | Analógico     | TV Correio / TV Record  |
| 18       | Analógico     | TV Itararé / TV Cultura |
| 19.1     | Digital       | TV Paraíba / TV Globo   |
| 26       | Analógico     | TV Correio / TV Record  |
| 29       | Analógico     | TV Paraíba / TV Globo   |
| 29.1     | Digital       | TV Paraíba / TV Globo   |
| 35       | Analógico     | TV Tambaú / SBT         |
| 40       | Analógico     | TV Arapuan / RedeTV!    |

### Rádio
| Canal/Frequência | Serviço | Nome                  | Observação |
| ---------------- | ------- | --------------------- | ---------- |
| 93,9 MHz         | FM      | Arapuan FM            |            |
| 94,9 MHz         | FM      | Interativa FM         |            |
| 98,5 MHz         | FM      | Cidade Morena FM      |            |
| 102,9 MHz        | FM      | Itatiunga FM          |            |
| 105,1 MHz        | FM      | Espinharas FM         |            |
| 105,9 MHz        | FM      | Morada do Sol FM      |            |
| 106,3 MHz        | FM      | Princesa do Sertão FM |            |
| 750 kHz          | AM      | Arapuan AM            |            |
| 1.400 kHz        | AM      | Espinharas AM         |            |
| 1.450 kHz        | AM      | Sertão AM             |            |

## Saúde
Em 2009 havia no municípios 49 estabelecimentos de saúde vinculados ao Sistema Único de Saúde. A taxa de mortalidade infantil em 2022 era de 10,16 óbitos por mil nascidos vivos.

## Transporte

### Aeroporto Brigadeiro Firmino Ayres
A partir de investimentos e de convênios entre governo federal e estadual, a partir de agosto de 2022, a cidade conta com uma rota aérea fixa da Azul Linhas Aéreas Brasileiras com destino a Recife.

### Igrejas

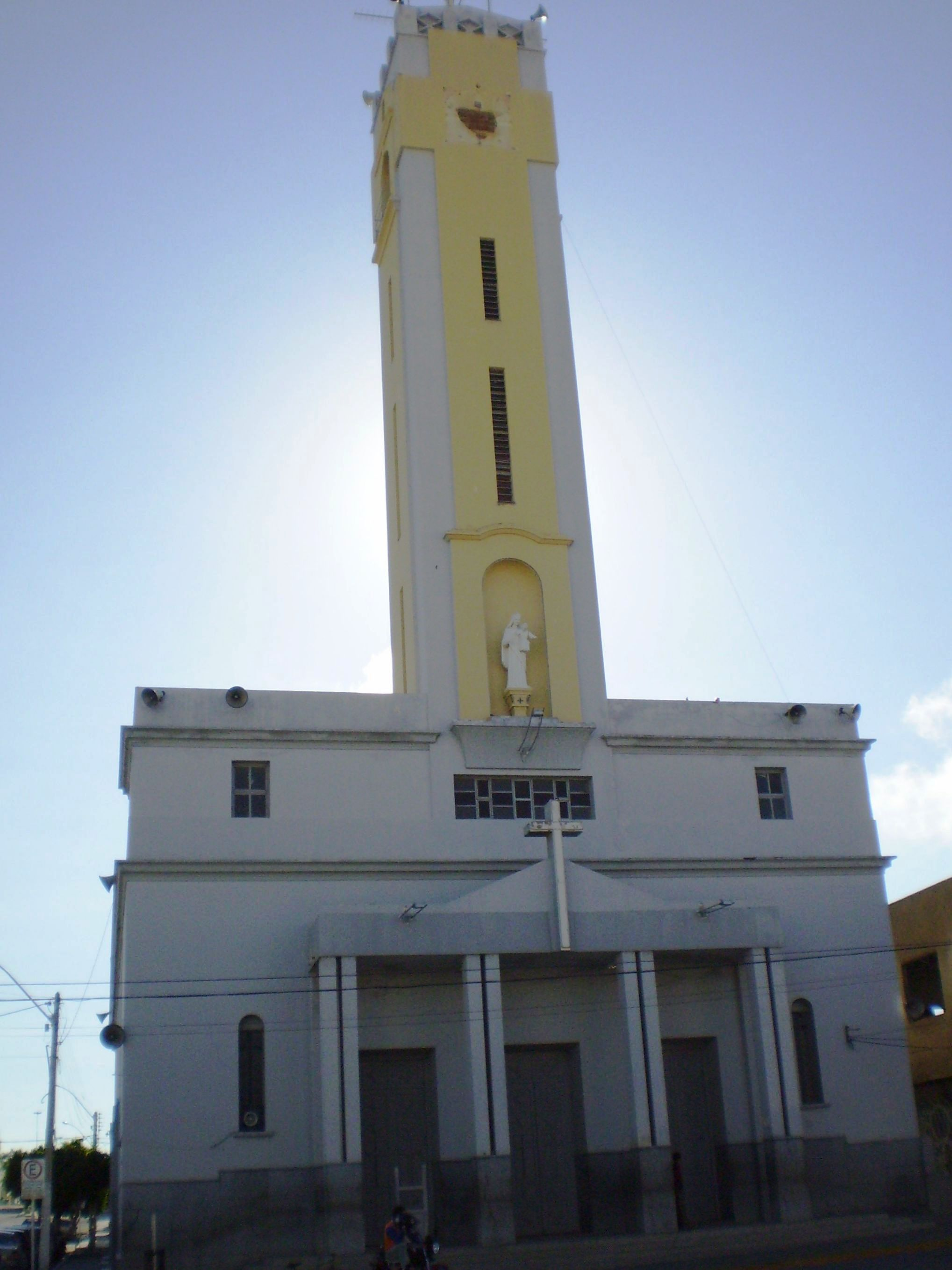
Catedral de Nossa Senhora da Guia.

## Turismo
O turismo em Patos é uma atividade fundamentada principalmente no turismo religioso, e em uma escala pequena e, no turismo de eventos, no período junino, que faz agitar o comércio e o setor de Hotelaria, principalmente no Centro e nos Bairros ao redor do Terreiro do Forró. Seus principais eventos são as Festas Juninas, o Patos Moto Fest em agosto e a Festa da Padroeira da cidade, Nossa Senhora da Guia, em setembro. Os principais pontos turísticos são:
- Parque Religioso Cruz da Menina
- Fundação Ernani Sátiro
- Matriz de Nossa Senhora da Guia
- Centro Cultural Amaury de Carvalho
- Terreiro do Forró, local sede dos principais eventos.

## Esporte

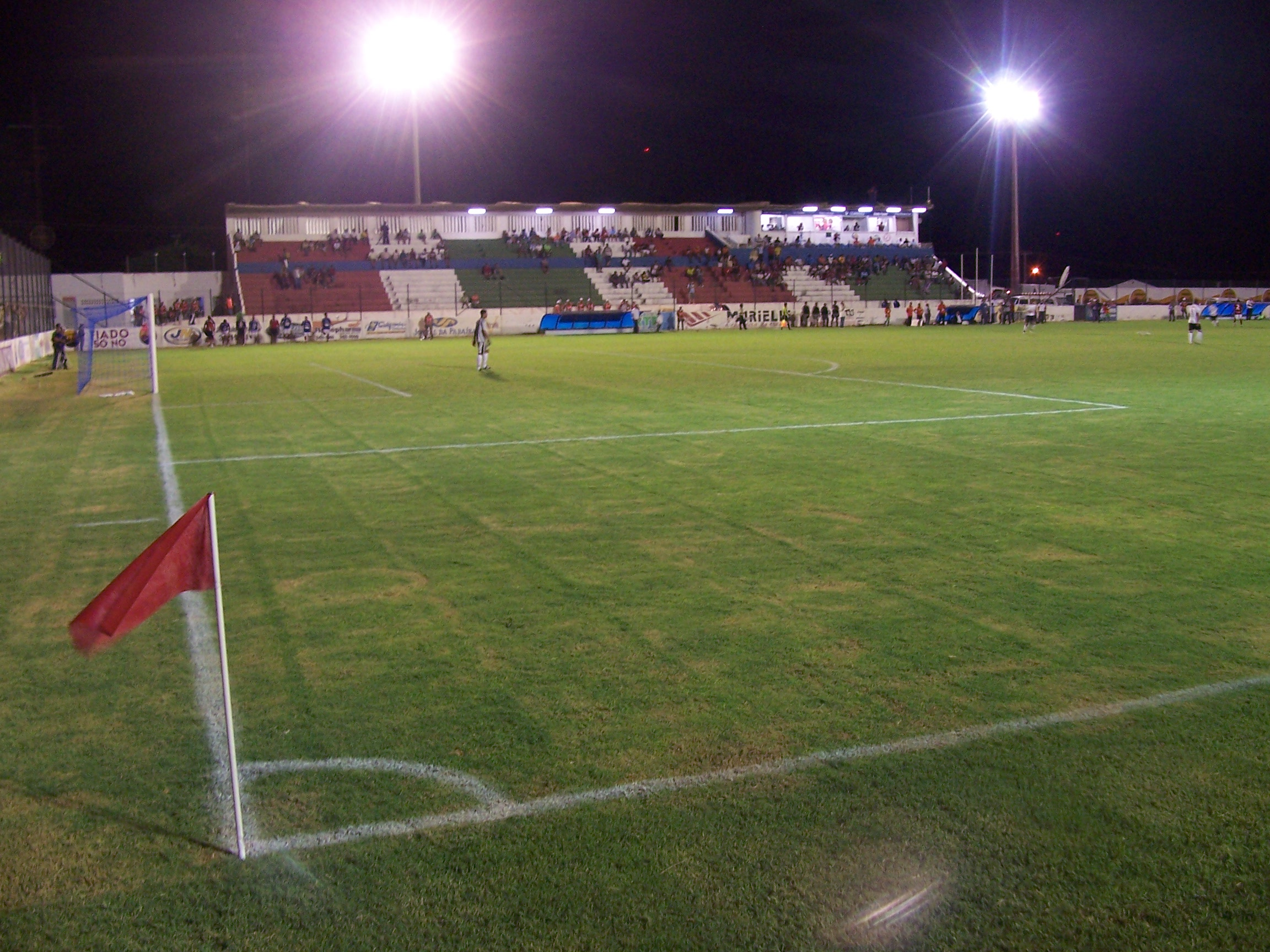
Estádio José Cavalcanti.

O município possui dois times de futebol: Nacional Atlético Clube (conhecido como o "Canarinho do Sertão") e Esporte Clube de Patos (conhecido como "O Terror do Sertão"). O único estádio da cidade é o Estádio José Cavalcanti. O Nacional Atlético Clube (Patos) é dono de um Centro de Treinamentos conhecido como Palmeirão.
As maiores torcidas da cidade, de acordo com o Instituto Patoense de Pesquisas e Estatística (INNPE), são as seguintes: Flamengo (42%), Vasco (17%), Corinthians e Palmeiras (8,5%), São Paulo (6,5%), Fluminense e Botafogo (4%), demais grandes times (1% cada um).
Ginásios
- Ginásio Municipal O Rivaldão
- AABB
- Sesc
- Sesi
- O Gelão

## Eventos e datas comemorativas
Feriados municipais
- 24 de junho, festas juninas São João.
- 24 de setembro, dia da padroeira Nossa Senhora da Guia.
- 24 de outubro, aniversário da cidade.
- 8 de dezembro, Nossa Senhora da Conceição.

## Filhos ilustres
- Ver biografias de patoenses notórios